# Democràcia i Llibertat
|  | No s'ha de confondre amb la Fundació Llibertat i Democràcia. |

Democràcia i Llibertat fou una coalició política catalana que es presentà a les eleccions generals espanyoles de 2015. El seu nom es va anunciar el 6 de novembre del 2015. Estava formada per Convergència Democràtica de Catalunya (CDC), Demòcrates de Catalunya (DC) i Reagrupament.
L'ex-conseller de Presidència de la Generalitat de Catalunya, Francesc Homs, encapçalà la coalició a la demarcació de Barcelona, que incorporà independents de l'òrbita del Partit dels Socialistes de Catalunya.
Les candidatures que presentaren a les eleccions generals del 20 de desembre de 2015 són les següents:

## Llistes
BARCELONA
Congrés dels Diputats
1. Francesc Homs i Molist
2. Carles Campuzano i Canadès
3. Lourdes Ciuró i Buldó
4. Míriam Nogueras i Camero (ind,)
5. Miquel Puig i Raposo (ind.)
6. Feliu Guillaumes i Ràfols
7. Elisabeth Abad i Giralt
8. David Saldoni i de Tena
9. Carme Savós i Montilla
10. Aleix Sarri i Camargo
11. Xavier Fonollosa i Comas
12. Montserrat Morante i Schiaffino
13. Albert Pérez i Garro (JNC)
14. Susanna Rivero i Baughman
15. Genís Boadella i Esteve
16. Marc Calmet i Calveras
17. Noemí Cuadra i Soriano (Demòcrates)
18. Manel Hernández i Valcàrcel
19. Cristina Xatart i Alzina
20. David Puentes i Jurado
21. Jordi Molinari i Domingo
22. Lídia Gàllego i Andrés
23. Montserrat Caupena i Mas
24. Jaume Puig i Canal (Demòcrates)
25. Jordi Garcia i Serra
26. Anna Llobet i Solé (Demòcrates)
27. Josep Sànchez Puga
28. Maria Escoté i Miralles (Demòcrates)
29. Carles Flamerich i Castells
30. Magda Oranich i Solagran (ind,)
31. Pere Macias i Arau

Suplents:
1. Eulàlia Pascual i Lagunas (Demòcrates)
2. Josep Plana i Sisó
3. Salvador Carreras i Buch
4. Maria Josep Tuyà i Manzanera (Demòcrates)

Senat
1. Miquel Àngel Escobar i Gutiérrez (ind.)
2. Sílvia Requena i Martínez
3. Glòria Feixa i Vilardell

Suplents Candidat/a 1.Senat:
1. Pere Canal i Oliveras (JNC)
2. Meritxell Juan i Segarra

Suplents Candidat/a 2 Senat:
1. Jordi Ferrés i Valcarce
2. Esther Padró i Maristany

Suplents Candidat/a 3 Senat:
1. Jordi Mas i Font
2. Roser Olóndriz i Soler

GIRONA
Congrés dels Diputats
1. Jordi Xuclà i Costa
2. Elena Ribera i Garijo (Demòcrates)
3. Jordi Cordon i Pulido
4. Elisabet Terrades i Boix (ind,)
5. Marc Claparols i Fabri (JNC)
6. Glòria Ribas i Fradera

Suplents:
1. Jeroni Marín i Surroca
2. Joana Vilà i Brugué
3. Marta Rufiandis i Daniel

Senat
1. Joan Bagué i Roura
2. Clàudia Massó i Fontàs (JNC)
3. Pere Saló i Manera

Suplents a Candidat/a núm. 1 al Senat:
1. Josep Pujols i Romeu
2. Judit Cortada i Esteve

Suplents a Candidat/a núm. 2 al Senat:
1. Romà Codina i Maseras
2. Elisenda Gironès i Asturiol

Suplents a Candidat/a núm. 3 al Senat:
1. Sònia Trilla i Bevià
2. Francesc Xavier Quer i Bosch

TARRAGONA
Congrés dels Diputats
1. Ferran Bel i Accensi
2. Mercè Dalmau i Mallafré
3. Mar Vázquez i Oliveros
4. Joan Güell i Serra
5. Oriol Vázquez i Tarrida
6. Núria Balagué i Raga

Suplents:
1. Manuela Moya i Moya
2. Dolors Farré i Cuadras
3. Cristina Guzman i Roset (ind.)
4. Ramon Sabaté i Montagut
5. Sergi Masip i Masip (ind.)
6. Josep Plana i Monné
7. Agnés Ferré i Cañellas
8. Jordi Carbonell i Vives
9. Sara Gil i Llombart
10. Enric Garcia i Carmona

Senat
1. Carles Pellicer i Punyed
2. Annabel Marcos i Vilar
3. Joan Basora i Robert

Suplents a Candidat/a núm. 1 al Senat:
1. Ima Mis i Cabeza
2. Robert Gas i Sirisi (JNC)

Suplents a Candidat/a núm. 2 al Senat:
1. Joan Pere Gómez i Comes
2. Teresa Moya i Giné

Suplents a Candidat/a núm. 3 al Senat:
1. Joan Carles Garcia i Vaqué (ind.)
2. Elisenda Barceló i Olivé

LLEIDA
Congrés dels Diputats
1. Antoni Postius i Terrado
2. Ramon Royes i Guàrdia
3. Jeannine Abella i Chica (JNC)
4. Mariona Balasch i Fusté (JNC)

Suplents:
1. Josep Maria Molina i Lòpez
2. Maria Dolors Tella i Albareda
3. Ramon Augé i Gené
4. Maria Claustre Suny8er i Cantons
5. Miquel Parramón i Camps

Senat
1. Maite Rivero i Segalás
2. Ramon Alturo i Lloan
3. Jordi Souto i Andrés (Demòcrates)

Suplents a Candidat/a 1 al Senat:
1. Ricard Pérez i Llordes
2. Victòria Saurina i Fernàndez

Suplents a Candidat/a núm. 2 al Senat
1. Josep Maria Roigé i Rafel
2. Ángels Taribó i Olalla

Suplents a Candidat/a núm. 3 al Senat:
1. Gabriel Lacambra i Garcua (Demòcrates)
2. Àngels Escolà i Valls (Demòcrates)